# Zwischenfinanzierung
Zwischenfinanzierung ist im Bankwesen die Bezeichnung für eine meist kurzfristig angelegte Finanzierungsart, die zu einem Zeitpunkt erfolgt, an dem die endgültige Finanzierung bereits sichergestellt ist. 

## Allgemeines
Im Gegensatz zur Vorfinanzierung steht bei der Zwischenfinanzierung die Endfinanzierung bereits (rechtlich) fest. Dabei geht das vorfinanzierende Kreditinstitut das gleiche Kreditrisiko wie bei der eigentlichen Finanzierung ein, weil die Anschlussfinanzierung und damit die Tilgung für den Vorfinanzierungskredit bereits gesichert sind. Die Laufzeit von Zwischenfinanzierungskrediten beträgt üblicherweise 1 bis 2 Jahre und wird daher mit kurzfristigen Zinssätzen verzinst. Die Zwischenfinanzierung kann im Rahmen einer vorgesehenen Konsolidierung berücksichtigt werden und wird dann durch die Anschlussfinanzierung zu einer langfristigen Verbindlichkeit.

## Arten der Zwischenfinanzierung
Im Rahmen der Finanzierungsbedarfsrechnung wird vielfach deutlich, dass die eingeplanten Finanzierungsquellen nicht zu dem Zeitpunkt zur Verfügung stehen, an dem sie benötigt werden. In diesen Fällen ist eine Zwischenfinanzierung einzuplanen, die den Zeitraum bis zur endgültigen Finanzierung überbrückt. Typische Sachverhalte, in denen eine Zwischenfinanzierung benötigt wird, sind:
- Zur Finanzierung vorgesehene Bausparverträge sind noch nicht zuteilungsreif (siehe auch Vorausdarlehen). Eine Zwischenfinanzierung wird bei Bausparverträgen gewährt, wenn die erforderliche Mindestansparung erreicht wurde und die Zuteilung des Bausparsumme noch nicht erfolgt ist.[1]
- Das bestehende Eigenkapital ist nicht sofort verfügbar, sondern erst nach der Fälligkeit von Geldanlagen;
- Sparverträge oder Lebensversicherungen, die in eine Finanzierung einfließen sollen, sind noch nicht fällig;
- Bei Immobilienfinanzierungen stellt der Verkaufserlös der verkauften oder zu verkaufenden Immobilie vielfach einen wesentlichen Teil des Finanzierungsplanes dar. Dieser Erlös fließt jedoch oft erst nach der Kaufpreisfälligkeit der neuen Immobilie.

Typische Baufinanzierungen kennen lediglich 4 bis 5 Auszahlungstakte mit pauschalen Auszahlungsquoten je nach Baufortschritt (25 % des Kredites auszahlbar bei Fertigstellung der Kellerdecke, weitere 25 % bei Rohbau, weitere 25 % bei fertiger Inneninstallation, Rest bei Übergabe). Die Auszahlungen hieraus stehen deshalb in jeder einzelnen Bauphase nicht immer zur Verfügung wie es zur Begleichung der in kurzen Abständen anfallenden Baurechnungen erforderlich ist. Um die Bedingung der späteren Auszahlungsreife einzuhalten, wird eine Zwischenfinanzierung gesucht, die flexibel an die Zahlungserfordernisse ohne Auszahlungsquoten angepasst ist. Zwecks rechtlicher Bindung der Zwischenfinanzierung an die noch nicht auszahlungsreife Endfinanzierung ist sowohl eine Abtretung der Auszahlungsansprüche als auch eine Abtretung des Grundpfandrechts an das zwischenfinanzierende Institut erforderlich. Dem zwischenfinanzierenden Kreditinstitut steht dann als Kreditsicherheit für den Kredit ein Grundpfandrecht in Form einer abgetretenen Eigentümergrundschuld zur Verfügung, die sich sowohl auf das Grundstück als auch auf das begonnene Objekt erstreckt.

## Rechtsfragen
Zwischenkredite sind Darlehen im Sinne des § 488 Abs. 1 BGB und unterliegen bankrechtlich dem Kreditbegriff des § 19 Abs. 1 Kreditwesengesetz.

## Abgrenzung
Umgangssprachlich wird oft von Zwischenfinanzierung gesprochen, wenn es sich eigentlich um eine Vorfinanzierung handelt. Hierzu gehört die Brückenfinanzierung beim Unternehmenskauf, der in einem engen Zeitraster abgewickelt werden muss und für den deshalb eine „solide“ Finanzplanung nicht stattfinden konnte. Die Bezahlung des Kaufpreises erfolgt aus einem Vorfinanzierungskredit, so dass der Unternehmenserwerber erst während der Laufzeit des Vorfinanzierungskredits für die Endfinanzierung sorgen kann.  